# Nyíribrony
Nyíribrony község Szabolcs-Szatmár-Bereg vármegyében, a Baktalórántházai járásban.

## Fekvése
A vármegye középső részén helyezkedik el, Baktalórántházától nyugatra.
A közvetlen szomszédos települések: északkelet felől Ramocsaháza, kelet felől Nyírkércs, dél felől Levelek, délnyugat felől Apagy, nyugat felől Nyírtét, északnyugat felől pedig Székely.

### Megközelítése
Csak közúton közelíthető meg, Ramocsaháza felől a 4104-es útból kiágazó 41 102-es számú mellékúton, vagy Levelek felől, egy számozatlan alsóbbrendű úton.

## Története
Nyíribrony nevét az oklevelek 1329-ben Ibrun néven említették először, 1332-ben pedig Ibron-nak írták nevét.
1435-ben Upory, később a Kemecsey, 1465-ben a Miglészy, 1476-ban pedig a Kállay család volt Ibrony birtokosa.
A 18. század második felében és a 19. század első felében a Benkő, Darabos, Kriston és a Jármy családok voltak földesurai.
A 20. század elején Jármy Gyula és Fried Ignácz birtoka volt.
Ibrony régi helynevei közül a 20. század elején is ismert volt Ördögárka, Havafa és Vashegy neve.

## Közélete

### Polgármesterei
- 1990–1994: Molnár Sándorné (független)[3]
- 1994–1998: Molnár Sándorné (független)[4]
- 1998–2002: Papp Béla (független)[5]
- 2002–2006: Vitális Ferencné (független)[6]
- 2006–2010: Vitális Ferencné (független)[7]
- 2010–2014: Vitális Ferencné (független)[8]
- 2014–2019: Vitális Ferencné (független)[9]
- 2019–2024: Cziva László (független)[10]
- 2024– : Cziva László (független)[1]

## Népesség
A település népességének változása:
| Lakosok száma | 1080 | 1093 | 1104 | 1084 | 1030 | 1027 | 1065 |
|               | 2013 | 2014 | 2015 | 2021 | 2022 | 2023 | 2024 |

2001-ben a település lakosságának 93,5%-a magyar, 6,5%-a cigány nemzetiségűnek vallotta magát.
A 2011-es népszámlálás során a lakosok 81%-a magyarnak, 4,4% cigánynak, 0,2% németnek, 1,1% románnak, 0,2% ukránnak mondta magát (18,9% nem nyilatkozott; a kettős identitások miatt a végösszeg nagyobb lehet 100%-nál). A vallási megoszlás a következő volt: római katolikus 12,4%, református 55,9%, görögkatolikus 4,7%, evangélikus 0,2%, felekezeten kívüli 0,8% (23,4% nem válaszolt).
2022-ben a lakosság 93,2%-a vallotta magát magyarnak, 3,7% cigánynak, 0,7% ukránnak, 0,1-0,1% horvátnak, németnek, bolgárnak és románnak, 0,7% egyéb, nem hazai nemzetiségűnek (6,8% nem nyilatkozott; a kettős identitások miatt a végösszeg nagyobb lehet 100%-nál). Vallásuk szerint 10,8% volt római katolikus, 50,2% református, 4,2% görög katolikus, 2,7% egyéb keresztény, 0,1% evangélikus, 3,5% felekezeten kívüli (28,2% nem válaszolt).

## Nevezetességei
- Református templom: román kori eredetű, de a 18. században késő barokk stílusban átépítették. Hajója déli falán 14. századi, gótikus, falképek láthatók. Egyiken Szent Ilona látható, aki Constantinus Chlorus római hadvezér, későbbi tárcsászár felesége, I. (Nagy) Constantinus császár édesanyja volt. A hagyomány Szent Ilonát tartja a Szent Kereszt megtalálójának, általában keresztre támaszkodva vagy azt kezében tartva ábrázolják (miként a nyíribonyi freskón is), ahol bíborvörös köpenyben, feje körül dicsfénybe rajzolt koronával látható. A templomban látható még egy püspökszent töredékesen fennmaradt ábrázolása és egy valószínűleg az utolsó ítéletet ábrázoló kép töredéke.
- Jármy-Jordán-kastély